# Elektromechanisches Stellwerk
Ein elektromechanisches Stellwerk oder Kraftstellwerk (frühere Bezeichnung) ist eine Bahnanlage zum Stellen von Weichen und Signalen (siehe auch Stellwerk). Der Name rührt daher, dass diese Stellelemente elektrisch gestellt, die Abhängigkeiten der Stellelemente und Fahrstraßen im Stellwerk selbst aber teilweise mechanisch hergestellt werden. Es ist die Weiterentwicklung des mechanischen Stellwerks und wurde Ende des 19. Jahrhunderts erstmalig eingesetzt. Elektromechanische Stellwerke wurden in zahlreichen Ausführungsformen von verschiedenen Unternehmen, etwa von Siemens & Halske, AEG oder Orenstein & Koppel gefertigt.
In der Schweiz werden die elektromechanischen Stellwerke den Schalterwerken zugeordnet. Unter diesem Begriff waren jedoch sowohl Stellwerke mit mechanischen Abhängigkeiten als auch solche ohne mechanische Abhängigkeiten vereinigt. Die letzteren werden in diesem Artikel nicht betrachtet.
In Österreich ist wie in Deutschland der Begriff elektromechanisches Stellwerk verwendet worden, in Typenbezeichnungen auch Kraftstellwerk.

## Beschreibung und Funktionsweise
Im Stellbereich eines elektromechanischen Stellwerks werden die Stellvorgänge elektrisch ausgeführt. Dazu besitzen Weichen, Gleissperren und Formsignale einen elektrischen Antrieb, dessen Elektromotor vom Stellwerk aus über Erdkabel mit Stellstrom versorgt wird. Teilweise werden statt der Formsignale bereits Lichtsignale verwendet, sodass dann der elektrische Antrieb der Signale entfällt.

Hebelwerk mit Fahrstraßensignalhebeln, Bauform S&H 1912 mit Farbscheibenüberwachung

Bedient wird das elektromechanische Stellwerk mithilfe von Drehschaltern oder mit kleinen Stellhebeln, die den Stellhebeln des mechanischen Stellwerkes nachempfunden sind. In der Fachsprache heißen die Drehschalter in Deutschland ebenfalls Stellhebel, in Österreich und der Schweiz wird der Begriff Schalter verwendet. Die Stellhebel sind in einem Schalterwerk angeordnet. Mit ihnen verbunden ist das Verschlussregister, das in seiner Funktion dem Fahrstraßenverschluss im Verschlusskasten eines mechanischen Stellwerkes entspricht. Allerdings sind hier die einzelnen Bauteile wesentlich kleiner. Das Verschlussregister schafft mechanische Abhängigkeiten, die allerdings über Relaisschaltungen mit Signalrelais oder Vorläufern um elektrische Abhängigkeiten ergänzt wurden. Mechanische Abhängigkeiten zum Strecken- und Bahnhofsblock, die den Signalschubstangen in mechanischen Stellwerken entsprechen, und damit mechanische Blocksperren gibt es in elektromechanischen Stellwerken nicht. Sie werden rein elektrisch realisiert.
Bei den neueren Bauformen des elektromechanischen Stellwerkes besitzen die Signalhebel eine Doppelfunktion. Sie wirken als Fahrstraßenhebel und als Signalhebel und werden deshalb Fahrstraßensignalhebel genannt. Außerdem gibt es Weichen- und Gleissperrenhebel, Sperrsignalhebel sowie in großen Bahnhöfen mit mehreren Stellwerken Befehls- und Zustimmungshebel. Mithilfe der Befehls- und Zustimmungshebel werden die Abhängigkeiten zwischen den Stellwerke hergestellt. Diese Stellhebel besitzen die Funktion eines Fahrstraßenhebels und gleichzeitig die entsprechende Funktion eines Zustimmungs- oder Befehlsabgabefeldes des Bahnhofsblockes in mechanischen Stellwerken. Die Funktionen der Empfangsfelder werden durch Empfangsrelais an den Fahrstraßen(signal)hebeln in Verbindung mit den Hebelsperren und die Fahrstraßenfestlegefelder durch Magnetsysteme mit Sperrpendeln an den Fahrstraßen- und Fahrstraßensignalhebeln realisiert. Ein besonderer Bahnhofsblock ist dadurch nicht notwendig. Eine Besonderheit ist die »Freihaltung« der Befehlhebel des Fahrdienstleiters. Um ihm die Disposition zu erleichtern, erhalten die Festlegemagnete dieser Hebel nach dem Umlegen in die 45°-Stellung solange Spannung, wie der betroffene Wärter vom Befehlsempfang keinen Gebrauch macht. Damit ist eine Rücknahme eines erteilten Befehls bis zum letztmöglichen Augenblick ohne Hilfsbedienung und ohne Betriebsbehinderung durch eine eingefallene Wiederholungssperre möglich.
Ein als Griff ausgeführter Stellhebel und die von ihm bediente Einrichtung stehen in Grundstellung, wenn der auf dem Stellhebel angebrachte Markierungsstrich senkrecht zeigt. Um einen Stellvorgang auszulösen, muss der Weichenwärter den Stellhebel ein kleines Stück aus seiner Arretierung hervorziehen. Dann kann er ihn nach rechts oder links drehen. Lässt er den Stellhebel nach dem Drehen los, rastet er ein. Wenn der Stellhebel als kleiner Hebel ausgeführt ist, ist die Grundstellung
- bei Hebeln mit drei Stellungen (etwa Fahrstraßenhebeln) die senkrechte Stellung;
- bei Hebeln mit zwei Stellungen (etwa Weichen- und Signalhebeln) bei den meisten Bauformen die hintere Stellung.

Anders als im mechanischen Stellwerk fehlt im elektromechanischen Stellwerk eine feste mechanische Verbindung zwischen dem Stellhebel und der Anlage vor Ort. Deshalb sorgt eine elektrische Überwachungseinrichtung dafür, dass die Hebelstellung im Stellwerk mit der Stellung der Außenanlage übereinstimmt. Ein vom Stellstromkreis unabhängiger Überwachungsstromkreis, der üblicherweise dieselben Kabeladern nutzt und damit auch ihren Zustand prüft, meldet die jeweilige Stellung über Kontakte im Antrieb an das Stellwerk. Dort wird der Zustand mit Farbscheiben oder Meldelampen angezeigt. Wegen der unterschiedlichen Anzeigeart unterscheidet man elektromechanische Stellwerke mit Farbscheiben- von solchen mit Lampenüberwachung.

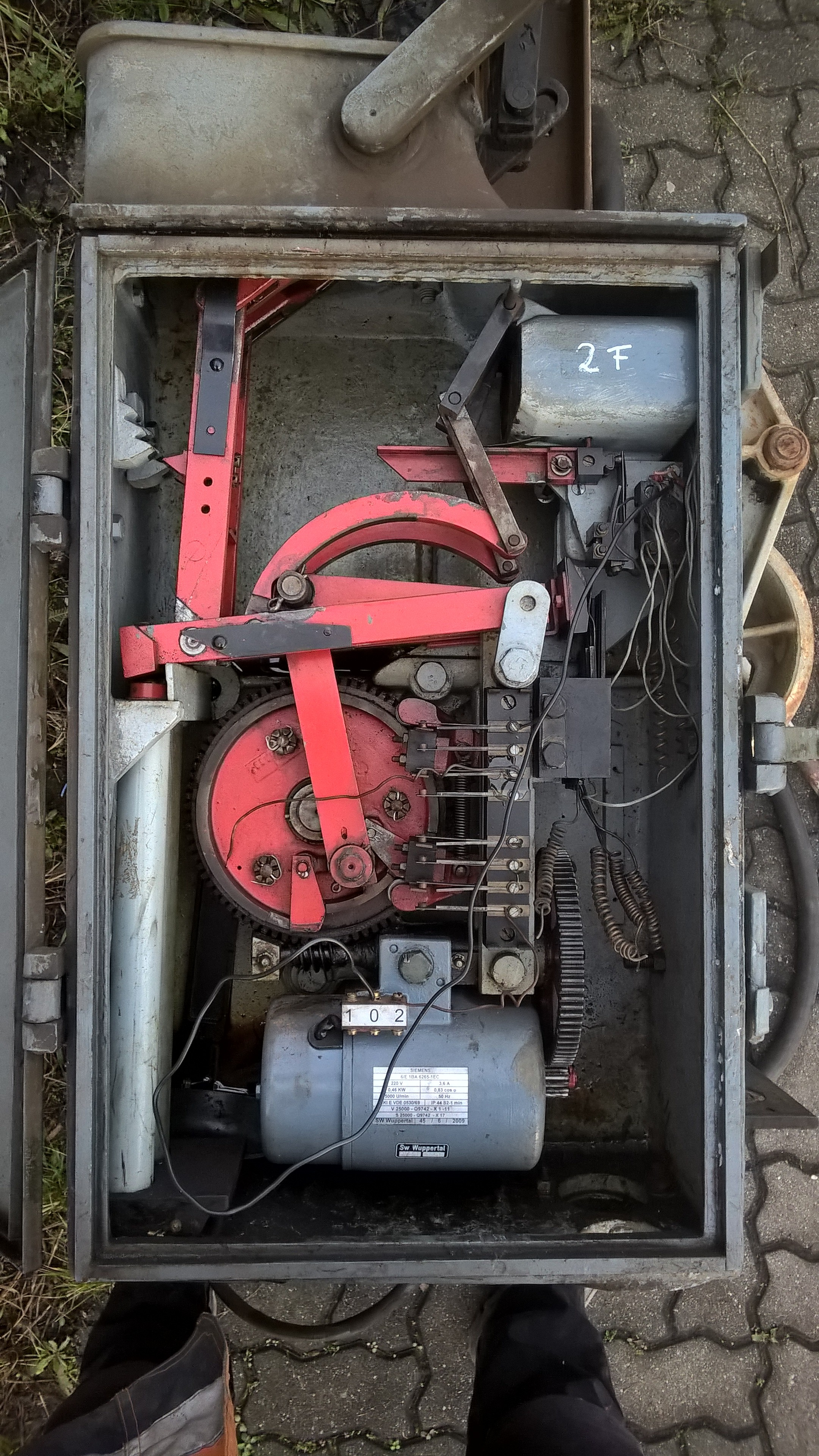
Elektrischer Hauptsignalantrieb deutscher Bauart mit integrierten Flügelkupplungen

Stimmt die Stellung eines Stellhebels im Stellwerk nicht mit der Stellung der Außenanlage überein, ist der Überwachungsstromkreis unterbrochen und der Überwachungsmagnet fällt ab. Das wird im Stellwerk akustisch mit einem Störwecker und optisch durch eine rote Farbscheibe oder das Aufleuchten einer roten Meldelampe angezeigt. Während des Umstellens einer Weiche tritt dieser Zustand für einige Sekunden ein. Der Weichenwecker wird beim Umstellen auch deshalb angeschaltet, weil es üblicherweise keine Umstellzeitbegrenzung gibt. Erreicht eine Weiche beim Umstellung die gewünschte Endlage nicht, ist der Hebel zurückzustellen. Ansonsten schmilzt die Stellstromsicherung ab. Wenn die Überwachungseinrichtung eines Fahrwegelementes keine Ordnungsstellung anzeigt oder eine notwendige Zustimmung nicht eingegangen ist, sind die betroffenen Fahrstraßenhebel nur bis zum mechanischen Verschluss (bei Anlagen mit nach vorn herausstehenden Hebeln ist das die 30°-Stellung, die der Hilfsstellung von Fahrstraßenhebeln in mechanischen Stellwerken entspricht) umlegbar. Die erste Kuppelstromsperre ist nicht überwindbar, die Festlegung tritt nicht ein und das Hauptsignal kann nicht auf Fahrt gestellt werden.

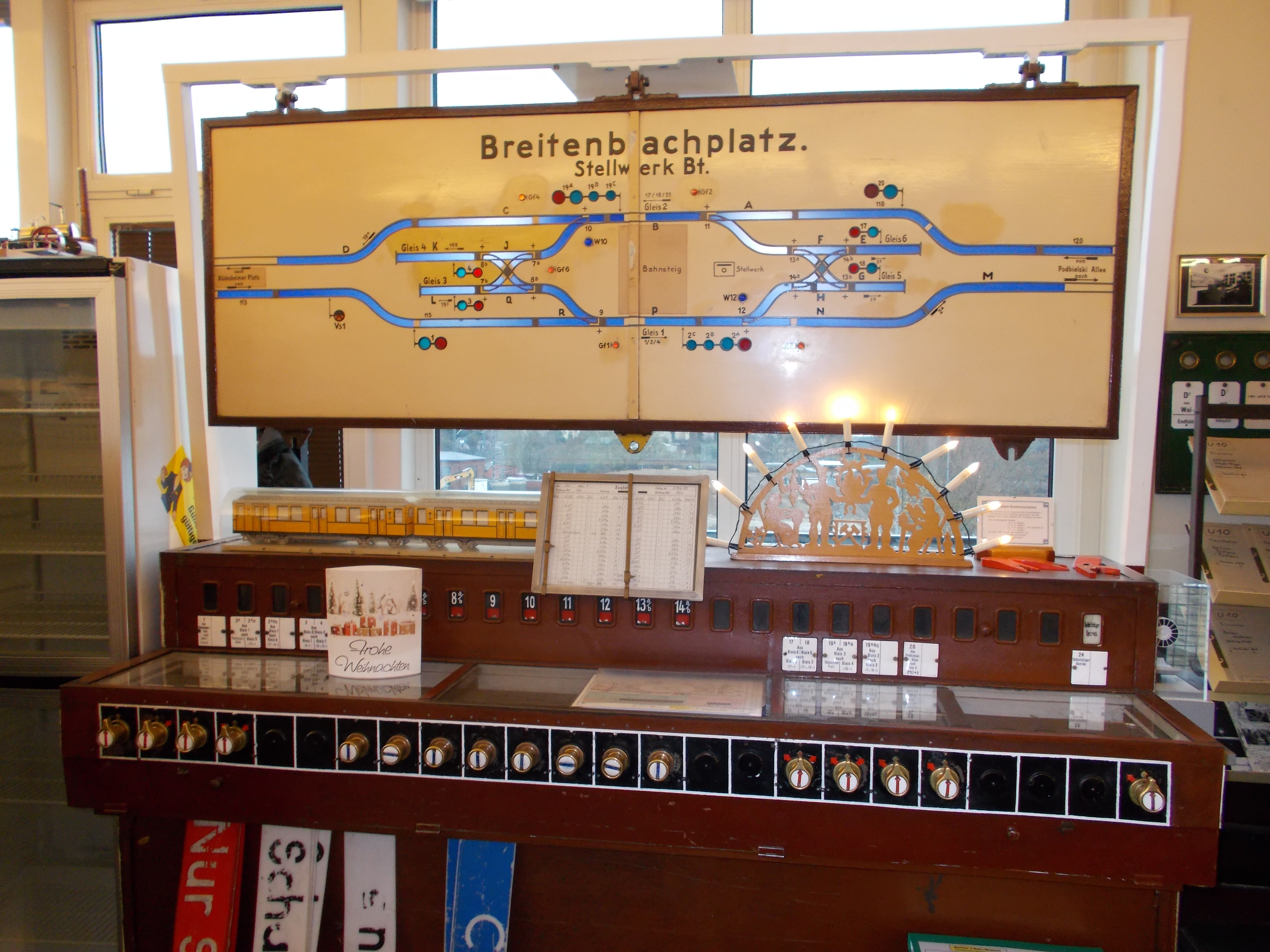
Hebelwerk mit Fahrschautafel vom U-Bahnhof Breitenbachplatz (Bauform S&H 1907), im Berliner U-Bahn-Museum

Im elektromechanischen Stellwerk ist die Ordnungsanzeige der Überwachungseinrichtung eine wesentliche Voraussetzung für das Zustandekommen der Signalabhängigkeit. Die Ordnungsstellung der Fahrwegelemente wird nicht nur wie bei mechanischen Stellwerken im Moment des Einstellens von Fahrstraßen, sondern ständig geprüft. Wird der Überwachungsstromkreis eines beteiligten Fahrwegelementes während der Fahrtstellung eines Signals unterbrochen, so fällt dieses selbsttätig in die Haltlage. Eine Folge ist, dass sämtliche Antriebe von Formhaupt- und Vorsignalen mit einer integrierten Flügelkupplung ausgerüstet werden.
Das Einstellen und Sichern einer Fahrstraße läuft im elektromechanischen Stellwerk im Prinzip genauso ab wie im mechanischen Stellwerk:
1. Der Stellwerksbediener bringt alle Einrichtungen im Fahrweg und, soweit sie als Flankenschutz dienen, auch in den Nachbargleisen, mithilfe der Stellhebel in die richtige Stellung.
2. Danach legt er den Fahrstraßensignalhebel um. Ab einer bauformabhängigen Umlegeposition (z. B. 10 Grad) werden die abhängigen Hebel mechanisch verriegelt. Die bei richtiger Lage der Weichen und Flankenschutzeinrichtungen immer erreichbare 30°-Stellung entspricht der Hilfsrast der Fahrstraßenhebel von mechanischen und dem Fahrstraßenverschluss von Relais- und elektronischen Stellwerken. Aus dieser Stellung ist der Fahrstraßensignalhebel jederzeit wieder zurückzulegen, sie wird in Verbindung mit einer Hilfssperre für Hilfsfahrstraßen benutzt.
3. Bei 30° muss die erste Kuppelstromsperre überwunden werden. Der Hebelsperrmagnet kann nur anziehen, wenn alle beteiligten Fahrwegelemente ordnungsgemäß überwacht sind und eine fallweise erforderliche Zustimmung (oder ein Befehl, beides ist schaltungsmäßig praktisch identisch) eingegangen ist. Der Hebelsperrmagnet zieht ein am Anker befestigtes Pendel an und gibt das weitere Umlegen frei.
4. Dreht oder bewegt er den Fahrstraßensignalhebel weiter (bei Bauformen mit Drehgriffen etwa um 45 Grad), fällt der Anker des Festlegemagneten, der vorher mechanisch abgestützt wurde, ab. Das einfallende Sperrpendel sperrt den Fahrstraßenhebel gegen Zurücklegen, damit ist die Fahrstraße festgelegt. Die Festlegung schaltet die Betriebsauflöseeinrichtungen an. Die festgelegte Fahrstraße ist, falls die vorgesehene Fahrt nicht stattfinden kann, nur durch eine zählpflichtige Hilfsbedienung manuell aufzulösen.
5. Legt er den Fahrstraßensignalhebel schließlich bis in die Endstellung, kommt das Hauptsignal auf Fahrt. Dabei muss bei 68° die zweite Kuppelstromsperre überwunden werden. Diese funktioniert wie die erste, sie prüft vor allem die Streckenblockabhängigkeiten. Zur Signalhaltstellung im Gefahrenfall sind bis 90° umlegbare Fahrstraßensignalhebel jederzeit bis 45° zurücklegbar.
Zum Herstellen der Signalabhängigkeit werden alle vier Schritte durchlaufen, jedoch erfordern die Schritte 2, 3 und 4 nur eine Bedienungshandlung. Beim Einsatz von Lichtsignalen sind die Fahrstraßen(signal)hebel in der Regel nur bis 45° umlegbar, die Signalfahrtstellung erfolgt dann, sofern auch die Streckenblockkriterien erfüllt sind, selbsttätig nach dem Eintreten der Fahrstraßenfestlegung. Eine Konsequenz daraus ist, das vor der Zulassung einer Ausfahrt auf Ersatzsignal bei einem elektromechanischen Stellwerk mit Lichtsignalen und nur bis 45° umlegbaren Fahrstraßenhebeln die Rückmeldung des vorherigen Zuges einzuholen ist. Die Fahrstraßenauflösung erfolgt bevorzugt durch Zugeinwirkungsstellen, fallweise vergleichbar mit mechanischen Stellwerken insbesondere bei Einfahrten auch manuell.
Befehls- und Zustimmungshebel sind immer nur bis 45° umlegbar. Das Einfallen des Sperrpendels des Festlegemagneten auf dem Abgabestellwerk bringt über die Abhängigkeitsschaltung das Empfangsrelais am entsprechenden Hebel im Empfangsstellwerk zum Anzug. Der Anzug diese Empfangsrelais ist eine Voraussetzung für das Überwinden der ersten Kuppelstromsperre. Außerdem ermöglicht dieser Strompfad, der sogenannte »Kuppelstromkreis«, über eine Nottaste auch von einem zustimmenden Stellwerk aus ein auf Fahrt stehendes Hauptsignal durch Unterbrechen dieses Kuppelstromkreises auf Halt zu stellen.
Die Größe des technisch möglichen Stellbereichs ist bei elektromechanischen Stellwerken signifikant größer als bei mechanischen Stellwerken, da keine Reibung in Drahtzug- oder Gestängeleitungen überwunden werden muss. Die letzten Bauarten solcher Stellwerke mit Gleisfreimeldeanlagen und Nutzung von Dreiphasenwechselstrom für die Weichenumstellung erreichen dieselben Stellentfernungen wie Relaisstellwerke, also je nach verwendeten Kabeln einige Kilometer (ein Beispiel für eine solche Anlage steht noch im österreichischen Hadersdorf, deren Stellbereich auch den ca. zwei Kilometer entfernten Bahnhof Etsdorf-Straß umfasst). Solange allerdings Gleisfreimeldeanlagen nicht standardmäßig eingesetzt wurden, also bis etwa zum Beginn der fünfziger Jahre, war wegen der Fahrwegprüfung durch den Wärter die Größe des Stellbereichs nur vergleichbar den mechanischen Stellwerken. Eine weitere Grenze bei der Größe der Anlage setzt allerdings die zunehmende Unübersichtlichkeit der Bedieneinrichtungen.
Die sonst übliche rote Ausleuchtung von belegten Gleisabschnitten ist im Hebelwerk nicht anwendbar, da rote Meldelampen bereits für die Störungsmeldung genutzt werden. Aus diesem Grund werden dafür blaue Lampen verwendet. Bei Farbscheibenüberwachung wird ein blauer Streifen in das Überwachungsfeld eingeschwenkt.
Der Streckenblock wurde bei älteren Anlagen als Felderblock ausgeführt. Dafür wird neben dem Hebelwerk ein besonderes Blockwerk aufgestellt, Die Funktion der mechanischen Blocksperren wird elektrisch nachgebildet (sogenannter »sperrenloser Block«). In den 1930er Jahren wurde der Magnetschalterblock entwickelt, der mit Blockhebeln bedient wird. Diese sind mit Fahrstraßenhebeln vergleichbar und haben einen in der Regel weißen Griff mit Nase und rotem Ring. Sie sind in beiden Umschlagrichtungen bis 45° umlegbar, rasten in umgelegter Stellung jedoch nicht ein, sondern federn zurück. Abhängigkeiten zum mechanischen Verschlussregister bestehen nicht. Bei später gebauten Stellwerken wurden die Blockhebel durch Tasten im Hebelwerksaufbau ersetzt. Die Funktion der eigentlichen Streckenblockfelder erfüllen Blockmagnete, Schrittschaltwerke mit polarisiertem Anker. Damit kann der Magnetschalterblock mit Felderblock der Form C und kompatiblen Relaisblockbauarten zusammenarbeiten. Der Einsatz von Relais-, Trägerfrequenz- und automatischem Streckenblock ist ebenfalls möglich, dazu werden die entsprechenden Relaisgruppen im Relaisraum des Stellwerkes eingebaut.
Als Schnittstelle zwischen elektromechanischen und elektronischen Stellwerken dienen sogenannte Fahrstraßenanpassungen. Abhängigkeiten zwischen elektromechanischen und Relaisstellswerken sind auf relativ einfache Weise durch Relaisschaltungen herstellbar. Abhängigkeitsschaltungen zwischen elektromechanischen und mechanischen Stellwerken unter Nutzung der jeweils typischen Einrichtungen beider Stellwerksbauformen wurden schon im frühen zwanzigsten Jahrhundert entwickelt. Die bekannteste Lösung erhielt nach ihrem ersten Einsatzort die Bezeichnung Wuppertaler Schaltung.

### Stromversorgung
Durch den Stand der Elektrotechnik um 1900 bedingt entstanden die genutzten Spannungen. Üblich wurden Gleichspannungen von 34 V für die Überwachungs- und Abhängigkeitsstromkreise und 136 V als Stellspannung. Die vergleichsweise unrunden Werte stehen untereinander im Verhältnis 1:4. Die Ortsnetze wurden in großen Teilen mit nicht transformierbarer Gleichspannung gespeist. Um nicht zu viele Umformer betreiben zu müssen, entstand der Betrieb mit drei Bleibatterien (mit einer Zellenspannung von 2 V). Jede der drei Batterien wies 68 Zellen auf. Die erste wurde in Reihe geschaltet für die Speisung der Stellstromkreise genutzt, die zweite in vier parallelgeschalteten Gruppen von je 17 Zellen in Reihe zur Speisung der Überwachungs- und Abhängigkeitsstromkreise, die dritte wurde geladen. Von Zeit zu Zeit wurde auf die jeweils nächste Gruppe weitergeschaltet. Mit der Verbreitung von Wechselspannungsnetzen und der Einführung von Trockengleichrichtern wurde es möglich, den aufwändigen Betrieb mit drei Batterien zu beenden. Seitdem werden die Stell- und Überwachungsbatterie vom Netz über Transformatoren und Gleichrichter (als Gerät zum »Ladegleichrichter« zusammengefasst) ständig gepuffert. Die Abhängigkeit der Spannungen untereinander besteht damit nicht mehr, die Einführung von Komponenten der Gleisbildtechnik führte unter anderem vielfach zur Umstellung der Überwachungsspannung auf die üblichen 60 Volt. Neuanlagen wurden von vornherein so ausgerüstet. Die für Lichtsignale sowie selbsttätige Gleisfreimeldeanlagen erforderliche Stromversorgung mit Wechselspannungen entspricht der von Gleisbildstellwerken.

## Entwicklung
Die Entwicklung der elektromechanischen Stellwerke bedeutete einen Fortschritt, weil sie sich den elektrischen Strom zu Nutze machten und so die Bedienung wesentlich erleichterten. Darüber hinaus machte sie den Weg frei für die zunehmende Realisierung von Sicherungsfunktionen durch elektrische Schaltungen, die schließlich in der Entwicklung vollelektrischer Relaisstellwerke kulminierte.
Während in einem mechanischen Stellwerk vor allem das Stellen der Weichen körperlich durchaus sehr anstrengend sein kann, braucht der Wärter im elektromechanischen Stellwerk zum Bedienen der Anlagen keine große Körperkraft mehr. Das allein war Grund genug, die Entwicklung von Stellwerken mit elektrischem Antrieb der Außenanlagen in Angriff zu nehmen. Ziemlich früh, bereits im Jahre 1894, wurde das erste elektromechanische Stellwerk in Prerau in Mähren (heute in Tschechien) in Betrieb genommen. Das erste elektromechanische Stellwerk in Deutschland ging 1896 in Berlin Westend in Betrieb.
Wie in der Entwicklungsgeschichte mechanischer Stellwerke gab es in den Jahrzehnten danach eine Vielzahl teils recht unterschiedlicher Detaillösungen und Bauformen verschiedener Hersteller. Im Wesentlichen waren es dieselben Unternehmen, die auch mechanische Stellwerke herstellten, etwa AEG oder Siemens & Halske.

### Entwicklung in Deutschland

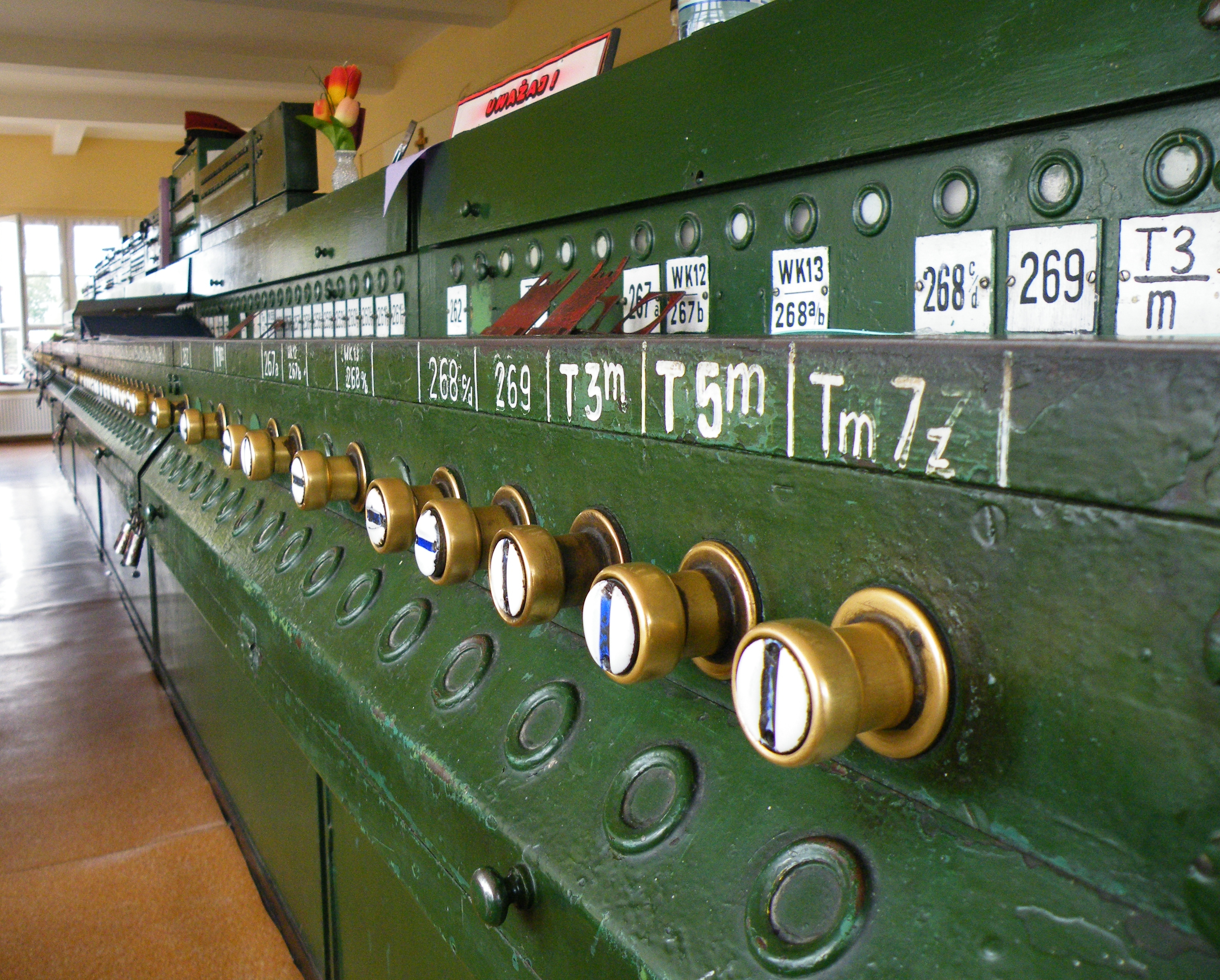
Elektromechanisches Hebelwerk Bauform S&H 1907

In Deutschland entstand nach der Versuchsbauform 1896 und der Vorläuferbauformen 1901 und 1907 (wobei letztere eine gewisse Verbreitung erreichte) mit dem Stellwerk Siemens & Halske 1912 eine weit verbreitete Bauart. In den 1930er Jahren wurde diese Bauart im Rahmen der in der VES (Vereinigte Eisenbahnsignalwerke, Berlin) zusammengeschlossenen Signalbauanstalten weiterentwickelt, was in die Einheitsbauart E43 (E43 = erstes Baujahr 1943) mündete, die in größerer Stückzahl gebaut wurde und immer noch im Einsatz ist. Auch andere Signalbauunternehmen wie AEG, Orenstein & Koppel, Pintsch oder Scheidt & Bachmann entwickelten eigene Bauformen von elektromechanischen Stellwerken. Eine vergleichbare Verbreitung wie S & H 1912 erreichte kein anderer Hersteller.
Schon in den 1920er Jahren begann man, Lichtsignale als Ersatz für die bis dahin auch in elektromechanischen Stellwerken ausschließlich angewendeten Formsignale einzubauen, zunächst bei U-Bahnen und wegen der Sichtbehinderung durch die Fahrleitungsmasten auf elektrifizierten Strecken. Die Schalteinrichtungen für die Lichtsignale wurden an geeigneten Stellen in die Abhängigkeitsschaltungen eingebunden. Nach dem Zweiten Weltkrieg wurden diese Bemühungen vor allem bei der DR weitergeführt, die DB errichtete nur wenige derartige Anlagen und ersetzte die Stellwerke stattdessen sofort mit komplett neuen Gleisbildstellwerken. Die Optimierungsarbeiten wurden bei der DR bis 1990 fortgesetzt. Das Ergebnis war die auf der Bauform 1912 bzw. E43 beruhende Bauform E12/78 mit vielen Bauelementen der Gleisbildstellwerkstechnik, insbesondere der Bauform GS II. Ein Optimierungsziel war die Verringerung der notwendigen Anzahl von Kabeladern zwischen Hebelwerk und Relaisraum. Ein gutes Unterscheidungsmerkmal zur Bauart E43 sind die generell verwendeten Lichtsignale mit Wechselspannungsspeisung und in Verbindung damit die nur bis 45° umlegbaren und in der Regel grünen Fahrstraßenhebel, die Signalfahrtstellung erfolgt nach der Fahrstraßenfestlegung selbsttätig. Für die Überwachung der Signale, Wegübergangssicherungsanlagen und die Bedienung von Zusatzeinrichtungen wie Ersatz- und Rangierfahrsignale sowie den Relaisblock wurde mit Ausnahme von sehr kleinen Stellwerken mit einfachen Verhältnissen ein zusätzliches Gleisbildpult aufgestellt.

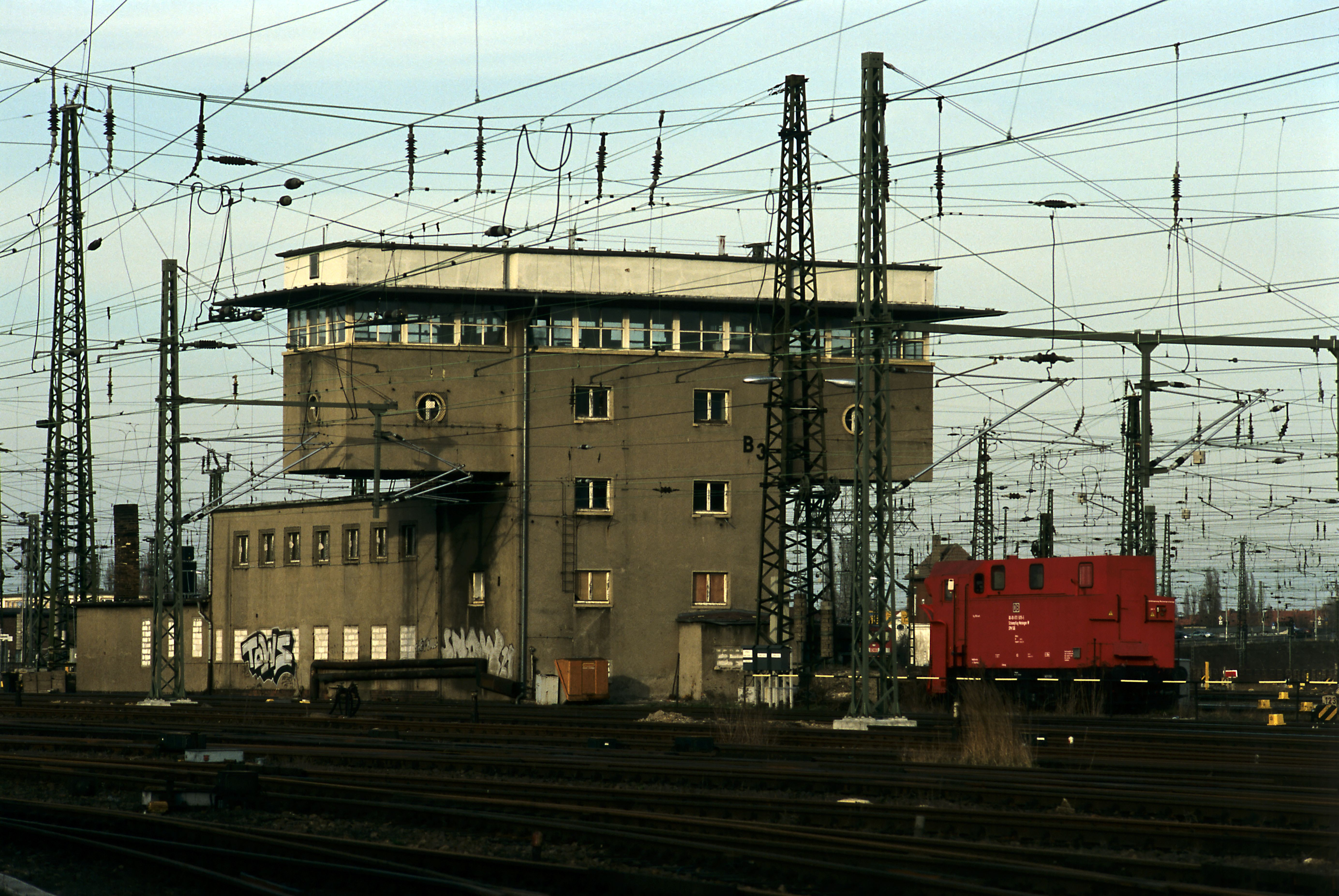
Bf Leipzig Hbf, Stw 3. Die Räume in den auskragenden Gebäudeteilen unter dem Bedienraum enthielten die Kontakte und Magnetsysteme des Vierreihenhebelwerkes

Einreihenhebelwerke erreichen auf großen Bahnhöfen schnell eine Länge, die sie unübersichtlich macht. Um die Übersichtlichkeit wieder zu verbessern und die Wege für das Personal zu verkürzen, entstanden in den 1920er bis 1940er Jahren zunächst Zwei-, dann auch Vierreihenhebelwerke. Die Bedieneinrichtung wurde auf die Oberseite einer Tisch- bzw. Pultoberfläche verlegt. Das mechanische Verschlussregister liegt aus Platzgründen in der Regel hinter dem Bedientisch begehbar abgedeckt in Fußbodenhöhe, die zu den Hebeln gehörenden Kontakt- und Magnetsysteme unter dem Bedienraum. Ein schon wegen seiner Größe bekanntes Vierreihenhebelwerk war das 1940 gebaute Stellwerk B3 auf der preußischen Seite des Bahnhofes Leipzig Hbf. Es wurde allerdings 2005 abgebrochen.
Die Deutsche Bahn beziffert die Lebensdauer von elektromechanischen Stellwerken, in der sich der Betrieb unter technischen und wirtschaftlichen Gesichtspunkten lohne, mit 60 Jahren. Anfang 2006 betrieb das Unternehmen 680 elektromechanische Stellwerke mit 21.300 Stelleinheiten. 2017 waren noch 329 elektromechanische Stellwerke in Betrieb, im Jahr 2023 noch 244.
Als Konsequenz aus dem Eisenbahnunfall von Aichach kündigte die DB das Projekt Technische Überwachung Fahrweg (Tüfa) an, um hunderte von mechanischen und elektromechanischen Stellwerken mit elektronischen Warnanlagen nachzurüsten. Vorgesehen ist eine Gleisfreimeldeanlage, die verhindern soll, dass ein Fahrdienstleiter eine Zugfahrt in ein besetztes Gleis zulässt. Für die Technische Überwachung Fahrweg werden die Hauptgleise der Bahnhöfe mit Achszählern ausgestattet. So wird überwacht, ob das Gleis durch einen Zug besetzt ist. Beim Versuch, eine Fahrt in ein besetztes Gleis zuzulassen, bleibt das Startsignal in Haltstellung und es ertönt ein akustisches Signal.
Insgesamt sollen rund 600 von den insgesamt 1178 mechanischen und elektromechanischen Stellwerken der DB Netz ohne Gleisfreimeldeanlage entsprechend nachgerüstet werden. Der Einbau sollte im Januar 2019 beginnen und 2024 abgeschlossen sein. Vorgesehen sind Investitionen von 90 Millionen Euro.

### Entwicklung in Österreich

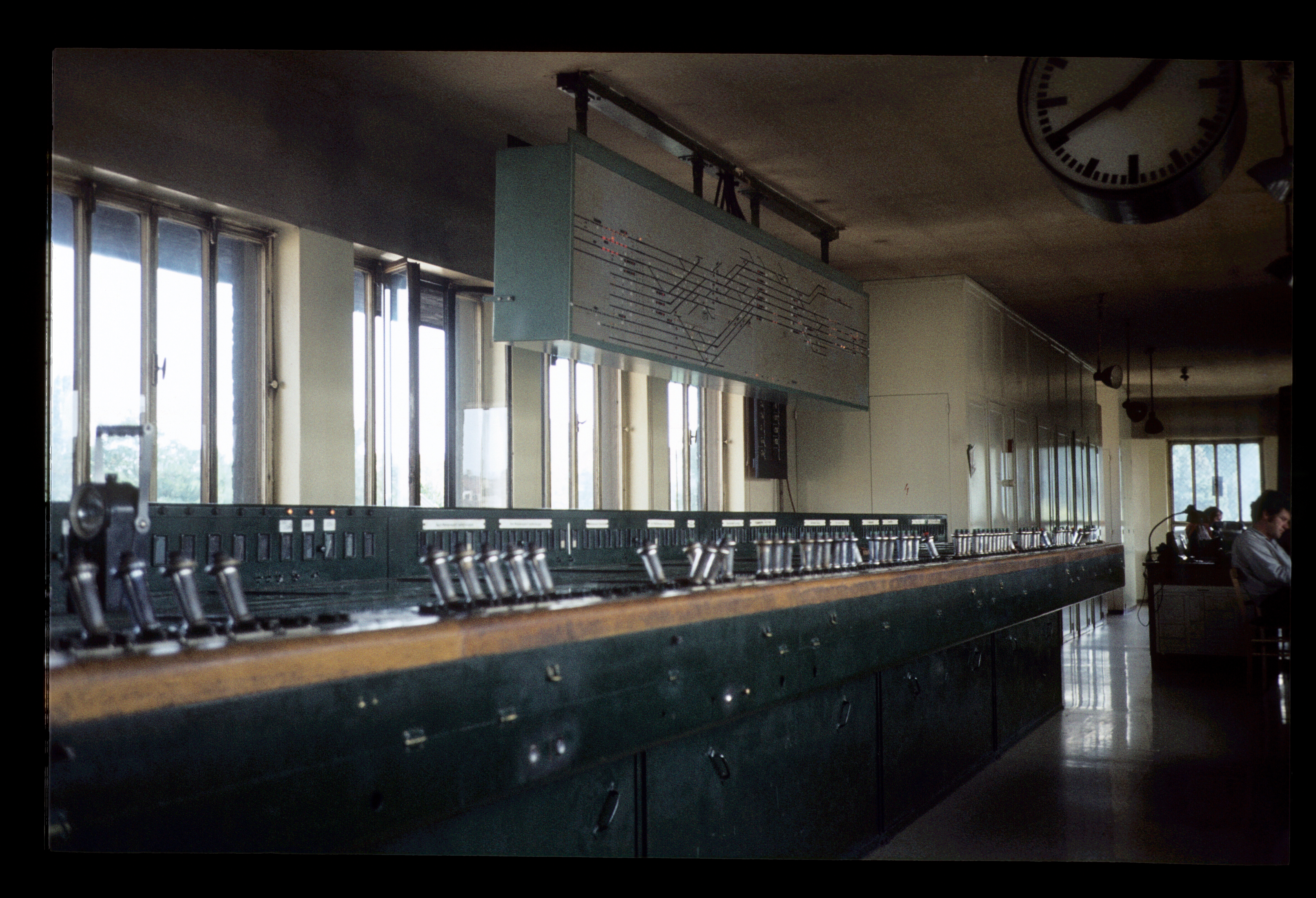
Stellwerk Wien-Meidling 1981, Bauart 42733

In Österreich wurden weltweit die ersten betriebstauglichen elektromechanischen Stellwerke entwickelt. Nach einzelnen Weichen 1892 in Wien West wurde, wie oben erwähnt, 1894 von Siemens & Halske eine solche Anlage in Prerau in Mähren (heute in Tschechien) errichtet, die 40 Jahre in Betrieb stand. Bei den darauffolgenden Bauarten 1898 und 1901 waren die mechanischen Bauteile eng mit der ebenfalls von Siemens entwickelten mechanischen Bauart 3500c (kkStB 5007) verwandt. Als nächste Bauart erschien das Stellwerk 42733, das sich eng an die Schalterwerke der Berliner Stadtbahn anlehnte: Dort waren die Schalterachsen nicht vorn zu umlegbaren Griffen herausgeführt, sondern es wurden kleine, aufrecht stehende Hebel verwendet. Der innere Aufbau der Bauform 42733 war praktisch identisch mit der deutschen Bauart Siemens 1912. 
Auch Stellwerke von AEG und der Bauform S&H 1912 sowie von 1938 bis 1945 Anlagen der VES wurden errichtet. Die VES-Stellwerke waren fast ausschließlich Anlagen der Bauart E43. Jene vor 1938 errichteten deutschen Stellwerke unterschieden sich in der Bedienung von jenen in Deutschland, da sie den österreichischen Gepflogenheiten angepasst wurden. Von den errichteten VES-Stellwerken ist das Stellwerk 4 von Linz Vbf-West erwähnenswert. Anders als die meisten anderen hatte dieses Stellwerk zwei Hebel- und Farbscheibenreihen. Zudem war es mit 95 Dienstjahren von allen elektromechanischen Stellwerken in Österreich am längsten in Betrieb.
Nach verschiedenen Einzelstücken deutscher Bauarten (Zwei- und Vierreihenhebelwerke) wurden schließlich nach dem Zweiten Weltkrieg von der Bauart S&H 1912 die Bauarten K46 und K47 (K für Kraftstellwerk) sowie als letzte Version 1954 das EM55 (EM für elektro-mechanisch) abgeleitet. Bei diesen Bauarten wurden die Weichenabhängigkeiten großteils schon nur mehr elektrisch ausgebildet, die mechanischen Abhängigkeiten bestanden nur mehr zwischen den Fahrstraßenschaltern.
In den 1960er bis 80er Jahren wurde die mechanische Stellwerksbauart 5007 weiterentwickelt, um elektrisch ferngestellte Weichen einzubinden. Dies wurde auf unterschiedliche Arten realisiert. Zum einen durch den Einbau von Ersatzhebelschlössern statt der Weichenhebel, welche über einen aufgebauten Stellknebel die entsprechende Weiche bedienen. Zum anderen durch den Umbau des unteren Teils des Schieberkastens. Hierbei wurden die dortigen Hebelachsen mit Stellknebeln, Sperrmagenten und Kontakten ausgerüstet. Letztere Anlagen wurden als Behelfsanlagen bei größeren Bauzuständen und als Übergang, bis moderne Relaisstellwerke zur Verfügung standen, verwendet. Vom Einsatzgebiet als Behelfsanlage leitet sich auch der Name dieser »neuen« Stellwerkbauart ab, BA212. Viele derartige Stellwerke blieben allerdings Jahrzehntelang im Einsatz.

### Entwicklung in der Schweiz
In der Schweiz wurden elektromechanische Stellwerke von den Firmen Siemens, AEG und Orenstein & Koppel errichtet. Die Schalterwerke der Schweizer Firma Integra waren keine elektromechanischen Stellwerke, auch wenn ihre Bedienungselemente (Schalter) nicht in einem Gleisbild, sondern in einer Reihe angeordnet waren. Sie hatten aber rein elektrische Abhängigkeiten und sind daher als Vorläuferbauarten der Relaisstellwerke einzustufen. Laut Oehler wurden in der Schweiz die elektromechanischen Typen Siemens 1912 (ab 1915), eine AEG-Bauart (1922), eine O&K-Bauart (ab 1929) sowie einige Vierreihenstellwerke der VES (ab 1936) errichtet.

### Entwicklung weltweit
In Nordamerika wurden erste elektromechanische Stellwerke um 1906 errichtet.